# 189 (2021年の映画)
『189』（イチハチキュウ）は、2021年12月3日に公開された日本映画である。主演は中山優馬。

## 概要
児童相談所の虐待対応ダイヤル「189」に助けを求める小さな命を救うため、奔走する児童福祉司や弁護士の姿を描く。実際にあった事件から着想を得たオリジナル脚本で描かれる。

## あらすじ
主人公の新米児童福祉司・坂本大河は、現実を受け止めつつ、目の前の仕事に真っ直ぐ向き合っていた。
ある日、彼が保護した児童が親元へ戻り、死亡する事件が発生。大河は苦悩と葛藤を抱えつつ、189へのある相談をきっかけに、弁護士の秋庭詩音とともに奮闘する。

## キャスト
坂本大河（さかもと たいが）
演 - 中山優馬
新人児童福祉司。
秋庭詩音（あきば しおん）
演 - 夏菜
弁護士。
安川信弘（やすかわ のぶひろ）
演 - 前川泰之
大河の上司。多摩南児童虐待対策課課長。
増田典子（ますだ のりこ）
演 - 灯敦生
勝一の妻。
坂本清（さかもと きよし）
演 - 平泉成
大河の祖父。
佐々木茂雄（ささき しげお）
演 - 菅原大吉
冨樫恵子（とがし けいこ）
演 - 福島マリコ
中井俊彦（なかい としひこ）
演 - 矢柴俊博
椎名かおり（しいな かおり）
演 - 赤間麻里子
小児科医。
増田星羅（ますだ せいら）
演 - 太田結乃
典子と勝一の娘。
木村来夢（きむら らいむ）
演 - 寺西拓人
ネグレクトの疑惑がある男。
青島守（あおしま まもる）
演 - 瀧川広志（コロッケ）
上越妙高児童相談所所長。
増田勝一（ますだ しょういち）
演 - 吉沢悠
星羅の父。

## スタッフ
- 監督：加門幾生
- 脚本：長津晴子
- 音楽：本間昭光
- 主題歌：降幡愛「東から西へ」（Purple One Star）[5]
- 挿入歌：灯敦生「指先のミライ」
- エグゼクティブプロデューサー：吉野浩
- プロデューサー：山地曻
- 共同プロデューサー：佳村さちか
- アソシエイトプロデューサー：栄皓
- キャスティングプロデューサー：吉川威史
- 宣伝プロデューサー：羽井佐友
- 撮影：瀬川龍
- 照明：原由巳
- 録音：山口勉
- 美術：中谷暢宏
- 衣裳：澤田枝里
- メイク：原田真以子
- 記録：増田実子
- 編集：小林由加子
- 整音：深田晃
- 音響効果：渋谷圭介
- 助監督：岡元太
- 制作担当：星孝行
- 助成：文化庁文化芸術振興費補助金（映画創造活動支援事業）独立行政法人日本芸術文化振興会
- 推薦：厚生労働省
- 配給：イオンエンターテイメント
- 制作プロダクション：ヴァンズピクチャーズ
- 制作協力：アトリエ羅夢、人衣企画、Tokyo Bay Films Entertainment
- 製作：映画「189」製作委員会（ヴァンズピクチャーズ、ユナイテッドビジョン、バンダイナムコアーツ、東京オフラインセンター）